# ラヴ・ストリームス
『ラヴ・ストリームス』（Love Streams）は、1984年のアメリカ合衆国のラブ・サスペンス映画。ジョン・カサヴェテス監督・脚本。主演はジーナ・ローランズ。
第34回ベルリン国際映画祭金熊賞受賞。

## ストーリー
小説家のロバート（カサヴェテス）は女たらしであり、複数の女性ファンと共に自宅にて同居生活を送っていた。妻とは離婚しており、一人息子のアルビー（ジャコブ・ショウ）とも顔を合わせていない。そんなある日、ロバートの実姉であるサラ（ローランズ）が、夫と離婚してロバートの元へやって来る。

## キャスト
- ロバート：ジョン・カサヴェテス
- サラ：ジーナ・ローランズ
- スーザン：ダイアン・アボット
- リサ・マーサ・ブルイット
- ジャック：シーモア・カッセル
- マーガレット：マーガレット・アボット
- アルビー：ジャコブ・ショウ
- ミルトン：アル・ルーバン
- ジョニー：レスリー・ホープ

## スタッフ
- 監督：ジョン・カサヴェテス
- 製作：メナハム・ゴーラン
- 製作：ヨーラン・グローバス
- 原作戯曲：テッド・アラン
- 脚本：テッド・アラン
- 脚本：ジョン・カサヴェテス
- 撮影：アル・ルーバン
- 音楽：ボー・ハーウッド